# Rhipha vivia
Rhipha vivia là một loài bướm đêm thuộc phân họ Arctiinae, họ Erebidae.